# Аралез
[[Категорія:1915     ]]
Аралез (вірм. Արալեզ) — село в марзі Арарат, у центрі Вірменії. Село розташоване на залізниці Єреван — Єрасх, за 10 км на південний схід від міста Аштарака, за 8 км на північний захід від міста Арарата, за 1 км на південний захід від села Норабац, за 3 км на захід від села Ванашен, за 3 км на північ від села Воскетап та за 1 км на схід від села Нор Кянк.

## Історія
Село було засноване переселенцями із села Легк (Ван) в 1915 році. До 1978 року носило назву Гхаралар (вірм. Ղարալար).